# Tjatkal
Tjatkalskij Rajon (ryska: Chatkal’skiy Rayon, Чаткальский Район) är ett distrikt i Kirgizistan.   Det ligger i oblastet Zjalal-Abad Oblusu, i den västra delen av landet, 300 km väster om huvudstaden Bisjkek.